# 小諸市
36°19′39″N 138°25′33″E / 36.3274191°N 138.4258801°E
小諸市（日语：／ Komoro shi */?）是位於日本長野縣東部的城市，在江戶時代之前曾為城下町。南部為淺間山，千曲川流經市內並往南流，全境坐落於高原上。

## 地理
小諸市海拔679公尺，小諸市役所的位置在東經138度25分45秒、北緯36度19分26秒的地方，東西方向的寬度約12.8公里，南北長約15.4公里，整體面積為98.66平方公里，和首都東京的直線距離大約為150公里左右。

## 歷史沿革
當地曾挖掘到許多繩文時代以及彌生時代的文化遺跡，同時這裡的農耕、畜牧以及法令制度等都相當的先進，古時此處為官道（重要道路）重要的地方，設有傳馬所（驛站），人馬往來自然而形成的一個集市。
天文12年，武田信玄攻佔小諸地區，並令其家臣山本勘助與馬場信房在此建造小諸城（現懷古園址），以便控制東信州。江戶時代之後當地設藩，並設置小諸藩廳。元祿15年（1702年），牧野康重入主小諸城，封地為15,000石，成為初代小諸藩主。此後小諸地區由牧野氏統治至明治時代。
在古道街道這裡屬於中山道、甲州街道以及北國街道交匯的重要所在。由於物資交流的盛行，所以這裡是個以典型商業都市而繁華的地方。進入明治時代之後小諸更是批發商聚集之處，成為縣內、外重要的商業發展之地以及文化振興交流之處。
昭和29年4月1日（1954年），北佐久郡小諸町、三岡村、南大井村、北大井村、大里村、川邊村的一町五村合併成今日的小諸市。

## 交通

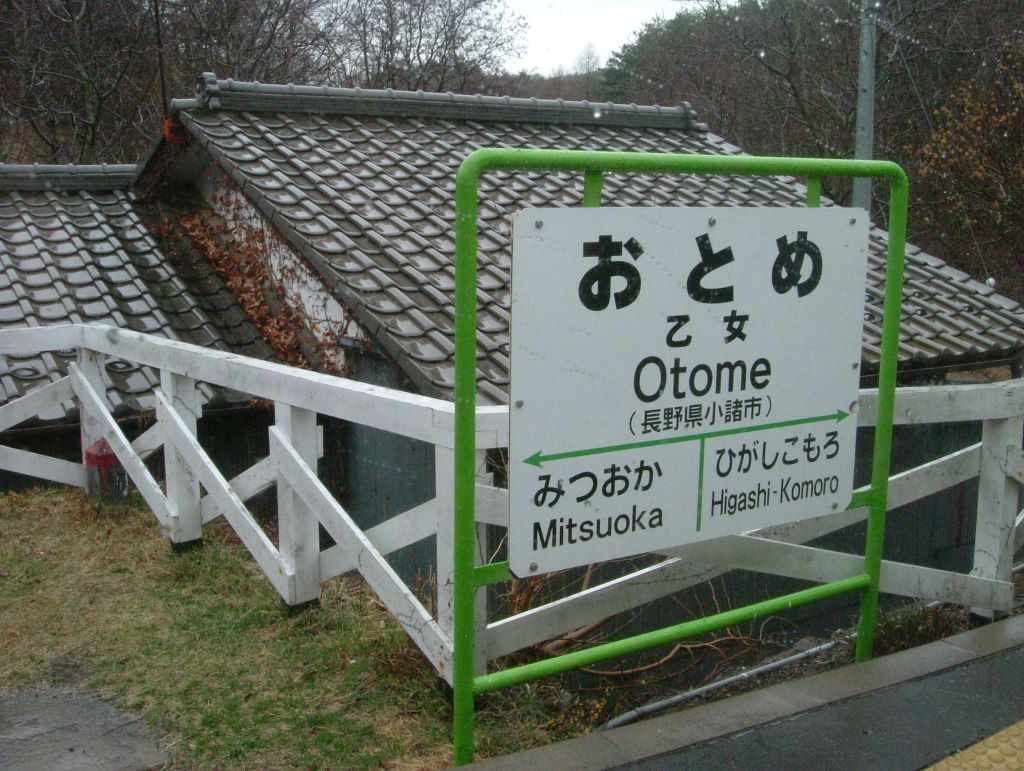
日本長野縣小諸市乙女驛（車站）內站牌，是個無人車站，連結乙女湖公園

### 鐵道
境內有東日本旅客鐵道的小海線和信濃鐵道的信濃鐵道線通過。
- 東日本旅客鐵道
  - 小海線: 美里站 - 三岡站 - 乙女站 - 東小諸站 - 小諸站

- 信濃鐵道
  - 信濃鐵道線:平原站 - 小諸站

### 道路
- 上信越自動車道 - 小諸交流道
- 國道18號
- 國道141號
- 國道142號

## 觀光
- 懷古園（原小諸城址）
- 小諸市動物園
- 藤村紀念館
- 布引觀音釋尊寺
- 寺之浦石器時代住居遺跡
- 小諸布引草莓園（
- 淺間2000公園（滑雪場）

## 姐妹城市
- 日本 - 岐阜縣中津川市（1973年）
- 日本 - 神奈川縣大磯町（1973年）
- 日本 - 富山縣滑川市（1974年）

## 外部連結
- 小諸市役所官方網站（日文）
- 小諸市觀光協會 （页面存档备份，存于）（日文）
- Asama 2000 Park （页面存档备份，存于）（日文）
- 小諸城（日文）